# Зимстан (сельское поселение)
Зимстан — административно-территориальная единица (административная территория посёлок сельского типа с подчинённой ему территорией) и муниципальное образование (сельское поселение с полным официальным наименованием муниципальное образование сельского поселения «Зимстан») в составе муниципального района Усть-Куломского в Республике Коми Российской Федерации.
Административный центр — посёлок Зимстан.

## История
Статус и границы административной территории установлены Законом Республики Коми от 6 марта 2006 года № 13-РЗ «Об административно-территориальном устройстве Республики Коми».
Статус и границы сельского поселения установлены Законом Республики Коми от 5 марта 2005 года № 11-РЗ «О территориальной организации местного самоуправления в Республике Коми».
Законом Республики Коми от 29 марта 2019 года N 22-РЗ к сельскому поселению Зимстан было присоединено сельское поселение Дзёль.

## Население
| 2010  | 2011  | 2012  | 2013  | 2014  | 2015  | 2016  |
| ----- | ----- | ----- | ----- | ----- | ----- | ----- |
| 1762  | ↘1750 | ↘1694 | ↘1648 | ↘1611 | ↘1589 | ↘1555 |
| 2017  | 2018  | 2019  | 2020  | 2021  |       |       |
| ↘1550 | ↘1540 | ↘1471 | ↗1563 | ↘1371 |       |       |

## Состав
Состав административной территории и сельского поселения:
| № | Населённый пункт | Тип населённого пункта          | Население |
| - | ---------------- | ------------------------------- | --------- |
| 1 | Габово           | деревня                         | 23        |
| 2 | Дзёль            | село                            | 184       |
| 3 | Зимстан          | посёлок, административный центр | ↘1104     |
| 4 | Климовск         | деревня                         | 12        |
| 5 | Логинъяг         | посёлок                         | 267       |
| 6 | Фроловск         | деревня                         | 25        |